# Csornai járás
A Csornai járás Győr-Moson-Sopron vármegyéhez tartozó járás Magyarországon, amely 2013-ban jött létre. Székhelye Csorna. Területe 579,77 km², népessége 33 077 fő, népsűrűsége 56 fő/km² volt a 2012. évi adatok szerint. Egy város (Csorna) és 32 község tartozik hozzá.
A Csornai járás a járások 1983-as megszüntetése előtt is mindvégig létezett, és székhelye az állandó járási székhelyek kijelölése (1886) óta végig Csorna volt. Az 1950-es megyerendezés előtt Sopron vármegyéhez tartozott.

## Települései

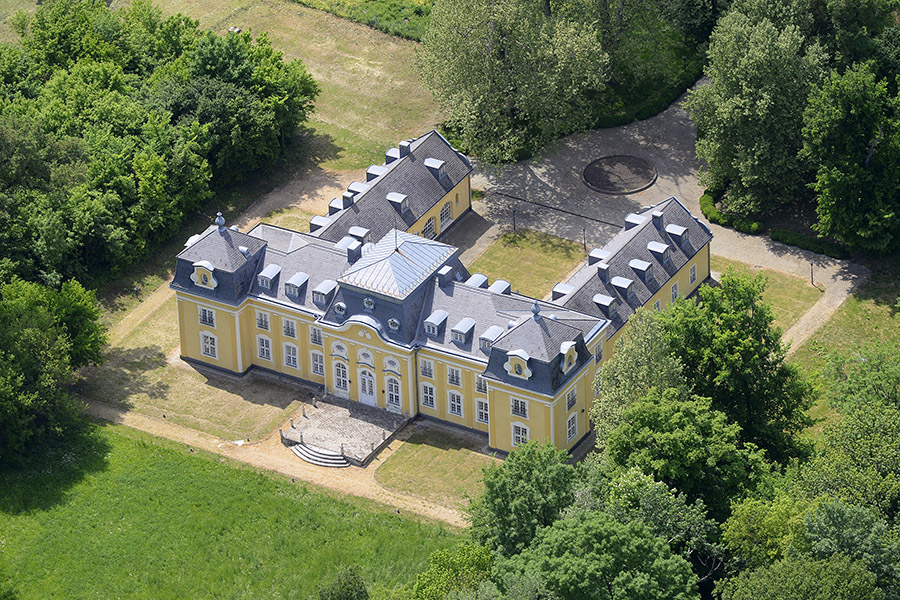
Rábasebes, Széchenyi-kastély légi fotón

| Település       | Rang (2019. július 15.) | Kistérség (2019. január 1.) | Népesség (2019. január 1.) | Terület (km²) | Polgármester                  | Polgármester |
| --------------- | ----------------------- | --------------------------- | -------------------------- | ------------- | ----------------------------- | ------------ |
| Csorna          | járásszékhely város     | Csornai                     | 10 042                     | 91,73         | Dr. Bónáné dr. Németh Katalin | Fidesz-KDNP  |
| Bősárkány       | nagyközség              | Csornai                     | 2 139                      | 23,33         | Szalay Imre                   | Fidesz-KDNP  |
| Szany           | nagyközség              | Csornai                     | 2 147                      | 34,14         | Németh Gergely                | független    |
| Acsalag         | község                  | Csornai                     | 484                        | 10,41         | Szilágyi Andrásné             | Fidesz-KDNP  |
| Bágyogszovát    | község                  | Csornai                     | 1 352                      | 24,06         | Nagyné Molnár Ildikó          | független    |
| Barbacs         | község                  | Csornai                     | 755                        | 13,65         | Abdai Zsolt                   | független    |
| Bodonhely       | község                  | Téti                        | 312                        | 11,1          | Varga Edina                   | független    |
| Bogyoszló       | község                  | Csornai                     | 625                        | 26,21         | Varga Imre Róbert             | független    |
| Cakóháza        | község                  | Csornai                     | 53                         | 2,88          | Csepi Éva                     | független    |
| Dör             | község                  | Csornai                     | 619                        | 11,01         | Dóczy Géza                    | független    |
| Egyed           | község                  | Csornai                     | 533                        | 13,43         | Vadosné Varga Katalin         | független    |
| Farád           | község                  | Csornai                     | 1 937                      | 29,01         | Szalai Zoltán                 | független    |
| Jobaháza        | község                  | Csornai                     | 555                        | 8,06          | Varga Zoltán                  | független    |
| Kóny            | község                  | Csornai                     | 2 723                      | 28,88         | Aller Imre                    | független    |
| Maglóca         | község                  | Csornai                     | 100                        | 5,77          | Drobina Gyula                 | független    |
| Magyarkeresztúr | község                  | Csornai                     | 464                        | 16,74         | Kovácsné Kálmán Gyöngyi       | független    |
| Markotabödöge   | község                  | Csornai                     | 487                        | 16,29         | Horváth Sándor                | független    |
| Páli            | község                  | Csornai                     | 468                        | 19,58         | Póczik András                 | független    |
| Pásztori        | község                  | Csornai                     | 407                        | 8,52          | Roncs Gábor                   | független    |
| Potyond         | község                  | Csornai                     | 102                        | 2,84          | Molnár Vilmos Sándor          | független    |
| Rábacsanak      | község                  | Csornai                     | 510                        | 13,85         | Nagy Péter                    | független    |
| Rábapordány     | község                  | Csornai                     | 982                        | 21,89         | Visy László                   | független    |
| Rábasebes       | község                  | Csornai                     | 88                         | 5,39          | Dr. Gasztonyi Zoltán          | független    |
| Rábaszentandrás | község                  | Csornai                     | 457                        | 11,6          | Gasztonyi György              | független    |
| Rábatamási      | község                  | Csornai                     | 1 003                      | 21,76         | Kovács Attila                 | független    |
| Rábcakapi       | község                  | Csornai                     | 170                        | 7,87          | Szabó Ágnes                   | független    |
| Sobor           | község                  | Téti                        | 282                        | 16,72         | Varga Attiláné                | független    |
| Sopronnémeti    | község                  | Csornai                     | 312                        | 7,09          | Bognár Sándor                 | Fidesz-KDNP  |
| Szil            | község                  | Csornai                     | 1 366                      | 31,03         | Németh Péter                  | független    |
| Szilsárkány     | község                  | Csornai                     | 720                        | 16,7          | Szalai Miklós                 | független    |
| Tárnokréti      | község                  | Csornai                     | 203                        | 9,54          | Molnárné Boros Katalin        | független    |
| Vág             | község                  | Csornai                     | 538                        | 14,04         | Pálffy Attila                 | független    |
| Zsebeháza       | község                  | Csornai                     | 142                        | 4,65          | Kovátsits Zoltánné            | független    |